# Wassermühle Goldberg

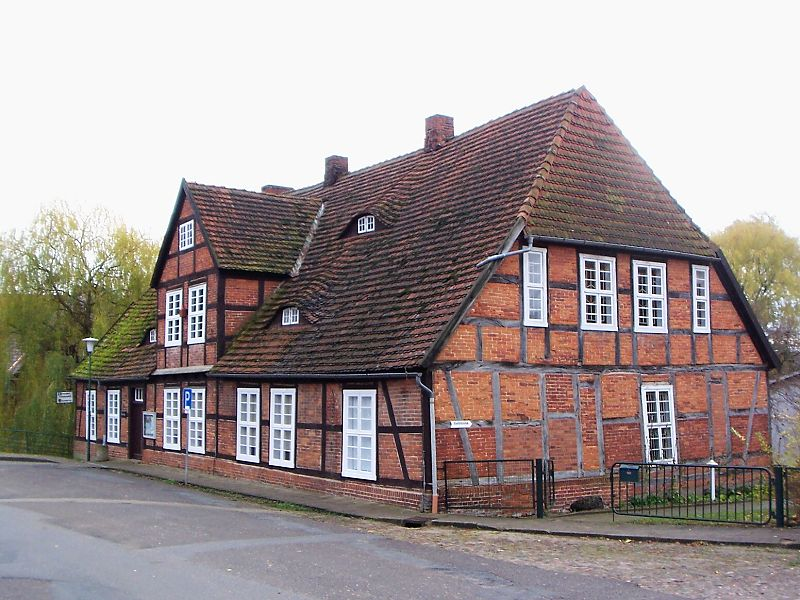
Ehemalige Wassermühle

Die ehemalige Wassermühle Goldberg in Goldberg (Mecklenburg-Vorpommern), Müllerweg 2, wurde 1727 gebaut und 1952 zum Heimat- und dann 2020 zum Naturmuseum mit Bauerngarten. Das Gebäude steht unter Denkmalschutz.

## Geschichte
Die Stadt Goldberg mit 3372 Einwohnern (Stand: 2023) wurde 1227 erstmals als Gols erwähnt und erhielt 1248 das Stadtrecht (civis). Eine Mühle wird erstmals 1295 erwähnt.
Das eingeschossige Fachwerkhaus mit dem mittleren Zwerchhaus und dem Krüppelwalmdach mit Fledermausgauben wurde um 1700 erbaut und bis etwa 1850 als Wassermühle an der Mildenitz betrieben. Anschließend wurden Wasserrad und Technik abgebaut und ein Stall eingerichtet.
1927 gründete der Goldberger Kunstmaler Heinrich Eingrieber (1896–1979) ein Heimatmuseum, das zunächst im Rathaus untergebracht war und 1950/52 in die Kirchenstraße 5 umzog. 1959 kaufte der Rat der Stadt Goldberg das Mühlengebäude. Von 1960 bis 1969 wurde das Gebäude der Wassermühle zum Museum umgebaut.
Von 2016 bis 2020 wurde das Haus saniert und als Naturmuseum mit Bauerngarten wiedereröffnet; es zeigt die Stadt- und Handwerksgeschichte sowie Exponate zu Flora, Fauna, Archäologie und Geologie der Stadt und ihrer Umgebung. Die offizielle Eröffnungsfeier erfolgte am 28. August 2021. Museumsleiter ist seit September 2019 der Historiker Fred Ruchhöft.